# Aspilia macrorrhiza
Aspilia macrorrhiza là một loài thực vật có hoa trong họ Cúc. Loài này được Chiov. mô tả khoa học đầu tiên năm 1916.